# Myodopsylla borealis
Myodopsylla borealis är en loppart som beskrevs av Lewis 1978. Myodopsylla borealis ingår i släktet Myodopsylla och familjen fladdermusloppor. Inga underarter finns listade i Catalogue of Life.